# TAMSK
Tamsk est un jeu de société combinatoire abstrait, où le temps joue un rôle primordial. Il oppose deux joueurs : Noir et Rouge.
Les pièces de Tamsk se composent de 6 sabliers d'une durée de 3 minutes et de 32 anneaux.
Il se joue sur un tablier hexagonal comprenant des emplacements de différentes hauteurs pouvant accueillir des anneaux ainsi que des sabliers. Plus l'emplacement se trouve à l'intérieur du tablier, plus celui-ci est haut, plus il peut accueillir une quantité importante d'anneaux.

## But du jeu
Placer l'adversaire dans l'impossibilité de jouer à son tour.

### Déroulement
À son tour, chaque joueur avance un sablier sur un emplacement adjacent, puis fait glisser un anneau sur l'emplacement où il vient de poser son sablier. Un sablier ne peut être placé que sur les emplacements disposés à accueillir un anneau supplémentaire (Les emplacements pouvant accueillir plus ou moins d'anneau en fonction de leur hauteur).
Au fur et à mesure de la partie, les cases disposées à accueillir les sabliers se font de plus en plus rares. La partie se termine lorsque l'un des 2 joueurs ne peut plus déplacer un sablier. Ce joueur perd alors la partie.

## 3 niveaux de jeu
2 autres niveaux de difficulté peuvent être ajoutés à ce jeu :
1. Jouer contre le temps : Le contenu de chaque sablier peut-être pris en compte lors de la partie. Chaque joueur retourne alors un sablier lorsqu'il le déplace. Lorsque le sable d'un sablier est entièrement écoulé, la pièce est écartée définitivement du jeu. Il y a donc 2 façons de perdre la partie :
  - lorsqu'un joueur ne peut plus avancer de sablier.
  - lorsqu'un joueur ne dispose plus de sablier.

1. Forcer l'adversaire à jouer selon un temps imparti : Il est possible (et même recommandé dès lors que les joueurs prennent la décision de jouer contre le temps) d'utiliser avec un 7e sablier de 15 secondes. Celui-ci peut être utilisé pour forcer l'adversaire à jouer durant l'écoulement de ce sablier sous peine de perdre son tour.

## Originalité du jeu
Après Révolution de Pierre Berloquin, paru chez Dujardin et Heisser Sand, édité en 1981 chez ASS, Tamsk est un des rares jeux comprenant des pièces qui soient à la fois des éléments déplaçables sur un tablier et des sabliers. La dimension temporelle donne tout son intérêt au jeu.